# Співець світанку (мультфільм, 1967)
«Співець світанку» — грузинський радянський мультфільм 1967 року кінорежисера Михайла Чіаурелі. Мультфільм знятий за п'єсою відомого французького поета Едмона Ростана "Шантеклер".